# Classe Kamikaze
La classe Kamikaze (神風型駆逐艦, Kamikazegata kuchikukan) est une série de destroyers de 1re classe de la Marine impériale japonaise construite après la Première Guerre mondiale.

Les navires étaient obsolètes dès le début de la Guerre du Pacifique et furent relégués, pour la plupart, à des rôles secondaires de navires de patrouille ou ravitailleurs à grande vitesse.

## Contexte
Les navires de classe Kamikaze sont une amélioration de la série de classe Minekaze dans le cadre de la Flotte huit-huit.

Mais en raison du Traité de Washington de 1922 et des restrictions budgétaires le nombre a été réduit à neuf bâtiments.

## Conception
La classe Kamikaze est quasi identique à la conception de la classe Minekaze mais avec un renforcement du pont par tôle d'acier.

## Service
Les navires de la classe Kamikaze ont tous combattu pendant la Guerre du Pacifique, le Hayate ayant la particularité d'être le premier destroyer japonais à être perdu au combat durant ce conflit. Il a été coulé pendant la Bataille de l'atoll de Wake en décembre 1941.

En 1944, quatre navires de cette classe avaient déjà été coulés par les sous-marins américains et un cinquième a été perdu dans un raid aérien sur le lagon de Chuuk. En 1945, un sixième navire a été coulé par un sous-marin.
Seuls les Kamikaze et Harukaze ont survécu à la guerre, mais le Harukaze était en trop mauvais état quand il rentra à Sasebo qu'il a été rapidement abandonné. Le Kamikaze a continué à servir en tant que navire de rapatriement après son transfert à Singapour. Il s'est échoué au large de Omaezaki en juin 1946.

## Les unités
| Nom       | Chantier naval                                | Quille            | Lancement         | Service          | Fin de carrière                             | Photo |
| --------- | --------------------------------------------- | ----------------- | ----------------- | ---------------- | ------------------------------------------- | ----- |
| Kamikaze  | Mitsubishi Heavy Industries Nagasaki          | 15 décembre 1921  | 25 septembre 1922 | 19 décembre 1922 | détruit le 26 juin 1946                     |       |
| Asakaze   | Mitsubishi Heavy Industries Nagasaki          | 16 février 1922   | 8 décembre 1922   | 16 juin 1923     | coulé le 23 août 1944                       |       |
| Harukaze  | Arsenal naval de Maizuru                      | 16 mai 1922       | 18 décembre 1922  | 31 mai 1923      | capturé le 10 novembre 1945 Sabordé en 1947 |       |
| Matsukaze | Arsenal naval de Maizuru                      | 2 décembre 1922   | 30 octobre 1923   | 5 avril 1924     | coulé le 9 juin 1944                        |       |
| Hatakaze  | Arsenal naval de Maizuru                      | 3 juillet 1923    | 15 mars 1924      | 30 août 1924     | coulé le 15 janvier 1945                    |       |
| Oite      | Compagnie des docks d'Uraga                   | 16 mars 1923      | 27 novembre 1924  | 30 octobre 1925  | coulé le 18 février 1944                    |       |
| Hayate    | Ishikawajima-Harima Heavy Industries Co., Ltd | 11 novembre 1922  | 24 mars 1925      | 21 novembre 1925 | coulé le 11 décembre 1941                   |       |
| Asanagi   | Chantiers navals Fujinagata                   | 5 mars 1923       | 21 avril 1924     | 29 décembre 1925 | coulé le 22 mai 1944                        |       |
| Yūnagi    | Arsenal naval de Sasebo                       | 17 septembre 1923 | 23 avril 1924     | 24 mai 1925      | coulé le 25 août 1944                       |       |